# Sant Fruitós de Bages
Sant Fruitós de Bages (em catalão e oficialmente) ou San Fructuoso de Bages (em castelhano) é um município da Espanha na comarca de Bages, província de Barcelona, comunidade autónoma da Catalunha. Tem 22,2 km² de área e em 2021 tinha 8 936 habitantes (densidade: 402,5 hab./km²).
Em 2017 era o segundo município mais próspero de Espanha, com uma renda bruta média de 67 806 de euros por habitante.

## Demografia
| Variação demográfica do município entre 1991 e 2016[carece de fontes?] | Variação demográfica do município entre 1991 e 2016[carece de fontes?] | Variação demográfica do município entre 1991 e 2016[carece de fontes?] | Variação demográfica do município entre 1991 e 2016[carece de fontes?] | Variação demográfica do município entre 1991 e 2016[carece de fontes?] |
| ---------------------------------------------------------------------- | ---------------------------------------------------------------------- | ---------------------------------------------------------------------- | ---------------------------------------------------------------------- | ---------------------------------------------------------------------- |
| 1991                                                                   | 1996                                                                   | 2001                                                                   | 2004                                                                   | 2016                                                                   |
| 4778                                                                   | 5300                                                                   | 5936                                                                   | 6696                                                                   | 8387                                                                   |